# A Time of Change
A Time of Change is het derde album van Blue Mink, als het deels verzamelalbum Real Mink niet meegeteld wordt. Na twee redelijk vrolijke albums vindt hier een omslag plaats. De muziek klinkt veel serieuzer; hetgeen mede bepaald wordt door de orkestratie van de meeste titels. Deze omslag past in het tijdsbeeld van 1972; men werd veel maatschappijkritischer.

## Bezetting
- Madeline Bell, Roger Cook - zang;
- Alan Parker - gitaar;
- Herbie Flowers - basgitaar;
- Roger Coulam - toetsen;
- Barry Morgan - drums.

## Titels
- Count me in (Banks/Flowers);
- Sunday (Coulam/Cook/Greenaway);
- It just goes to show (Cook/Greenaway);
- We will get by (Cook/Greenaway/Rae); langste nummer van Blue Mink; meer dan 7 minuten;
- Warm days, warm nights (Cook/Greenaway);
- One smart fellow (Cook/Bell/Morgan/Parker/Flowers/Coulam);
- John Brown's down (Parker/Stirling/Hawkeshaw);
- Love and you and me (Parker/Stirling/Hawkeshaw);
- Did you get it (zie hieronder);
- Wacky, wacky, wacky (Cook/Greenaway/Flowers).

De langspeelplaat bevatte alleen de tracks 1-4 en 5-8; de overige twee titels zijn singles geweest; Did you get it is afkomstig van het livealbum Live at the Talk of the Town. Volgens dat album is het geschreven door George/Coulam; op de cd-versie wordt onbekend opgegeven.

## Trivia
De lp kwam in een uitklaphoes; deze is door de cd-leveraar gehandhaafd naar cd-grootte. De teksten die in de uitklaphoes waren afgedrukt zijn wel zichtbaar, maar nauwelijks leesbaar.